# 中央集水區
中央集水區（英語：Central Water Catchment）是一處位於新加坡北區的規劃區，同時是新加坡二個主要集水區之一，其面積為37.1平方（14.3平方英里）。新加坡的主要蓄水池多位在中央集水區內，這些蓄水池包括麥里芝蓄水池、實里達蓄水池上段、貝雅士蓄水池上段、貝雅士蓄水池下段等。
整個中央集水區位在新加坡地理中心，許多主要自然保護區皆在此規劃區內，如新加坡最大的自然保護區－中央集水區自然保護區即位在此處。另外包括新加坡動物園、新加坡夜間野生動物園、河川生態園等著名景點也皆在中央集水區內。

## 野生動物
麥里芝蓄水池有許多常駐動物在此處棲息著，包括鳥類、猴子、巨蜥等；許多觀鳥者或是遊客常到中央集水區自然保護區的樹梢吊橋來賞景，這是一座單向吊橋，同時是一處賞鳥勝地。
棲息在麥里芝蓄水池的獼猴因具攻擊性而臭名昭彰，由於這些獼猴是攻擊性生物，經常為了食物而攻擊觀光客，或是為了自衛、激動而恐嚇人群。2012年9月時，在麥里芝蓄水池就發生一起案例，一名婦女突然被一隻猴子攻擊而受傷，結果她的一隻手指必須縫13針。為了降低猴子攻擊人的事件發生，新加坡國家公園委員會在麥里芝蓄水池各處設立標示牌，告知人們在遭遇猴子時應該如何應對，並勸導民眾勿私自餵養園區內的野生獼猴。
另外在實里達蓄水池上段一帶，可以發現白腹海鵰等鳥類棲息。
新加坡新加坡的中央集水区，也经常能看到大型蜥蜴，长度可以超过2米。这种蜥蜴既可以在陆上快速跑动，也可以在水中游动，更可以爬树，本领高强。
在蓄水池的周围，新加坡政府安装了供行人方便走路的木栈路。这里也是人们徒步跑步游逛的好地方。有时可以在木栈的旁边灌木上发现大眼窝全身碧绿的小青蛇。有时青蛇会在树枝上跳跃，有时会趴在树枝上夏眠，有时会长达几周。